# 笑う少年 (ハルスの絵画)
『笑う少年』 （わらうしょうねん、蘭: Lachende jongen、英: Laughing Boy は、17世紀オランダ黄金時代の巨匠フランス・ハルスが1625年にキャンバス上に油彩で描いた円形画 (直径30.45cm) である。輝く目とぼさぼさの髪の毛をしている陽気に笑う少年を描いた本作は、トローニー (特定の人物を描くのではなく、顔の表情、手の仕草などを描く習作) のジャンルに属すもので、肖像画ではない。ハルスは、17世紀では例外的に笑っている人物を描いた画家であるが、本作ほど、口を広げた、生き生きとした笑いを描いた作品はない。作品は、1968年にハーグにあるマウリッツハイス美術館に収蔵された。

## 技法
ハルスの肖像画を比類ないものとしている特徴は、同時代のハーレムのテオドール・スレフェリウスが1648年に書いた市史、『ハールレミアス』に詳しく書かれている。著者は、「彼 (ハルス) 独特の絵画手法によって、事実上かれは何者をもしのいだ。・・・作品は力強さと生気にあふれているので、ハルスは絵筆で自然そのものに挑戦しているかのようである」と記している。スレフェリウスもハルスに肖像画を依頼しているが、彼はハルスの絵画における特徴を2つ挙げている。独自の筆遣い、つまり「描写の手法」と、性格描写に見られる「力強さと生命感」である。
ハルスの作品に見られる「力強さと生命感」は、きびきびとした筆遣いによるものであり、モデルを生き生きとした魅力的な姿で表現する。ハルス以前のネーデルラントの肖像画は、仕上げに重点をおいて描かれ、細心の筆さばきを駆使して、艶やかな画面に仕立てられていた。それとは対照的に、ハルスの筆さばきはあくまでも自由で、荒く、素早く、不連続である。ハルスが描いたとされる素描は残っていない。おそらく、下準備なしにじかにキャンバスに描いたのであろう。ハルスの肖像画では、光は常に左側から射しており、しかも単一の光源である。ハルスは、一定の光のもとでのさまざまな顔の造作を深奥から直感的に捉えることを学んでいった。画家のその筆遣いが、モデルに独特の活力と生命感をもたらしたのである。

## 作品
本作においても、ハルスの技法はいかんなく発揮されている。筆遣いの奔放さは、筆の跡が1つ1つ見分けられるほどである。それは、特に目の部分にはっきりと見られる。また、鼻梁は、的確に置かれたわずか1本の白い筆触で描かれている。この作品が即興的に描かれたような印象を与えるのは、ハルスがそれまでの画家と異なり、顔の彩色においても、いちいち色を調合せず対照的な色をそのまま並べて描いたためである。
ハルスは、子供を主題とした風俗画を何点か制作している。多くの場合、子供は楽器を演奏したり、シャボン玉を飛ばすといった素朴で愛らしい動作をしている。そうした絵画は五感の1つをあらわしているか、「ヴァニタス」(人生の儚さ) の表現であると解釈できるが、本作にはそういった意味合いは含まれていない。
なお、ロサンゼルス・カウンティ美術館にも円形画 (トンド) の『笑う子供』があり、その画面右手にはシャボン玉が見える。笑う少年がアザミ、またはフルートを持っている3番目のヴァージョンもある。シャボン玉、またはアザミが描かれているか、描かれていない、ほぼ同時期の他の数点の『笑う少年』 が過去にハルスに帰属されてきた。1974年にハルスの研究者シーマー・スライヴに特定された、そのような20点ほどの作品のうち、本作を含む3点のみが真作とされた。

## スライヴにより真作とされた他の2点

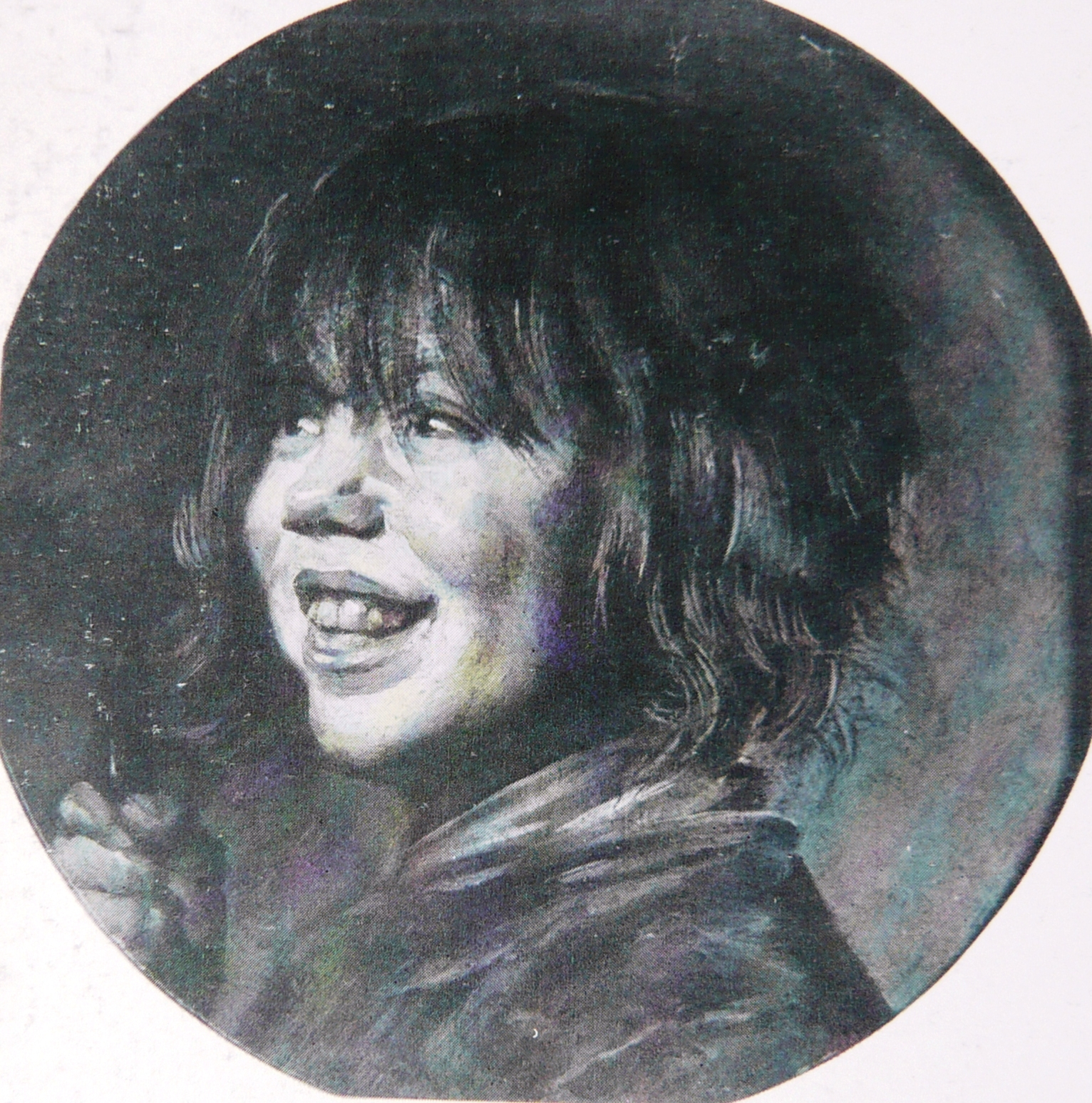
『フルートを持つ笑う少年』、スライヴ・カタログ、27
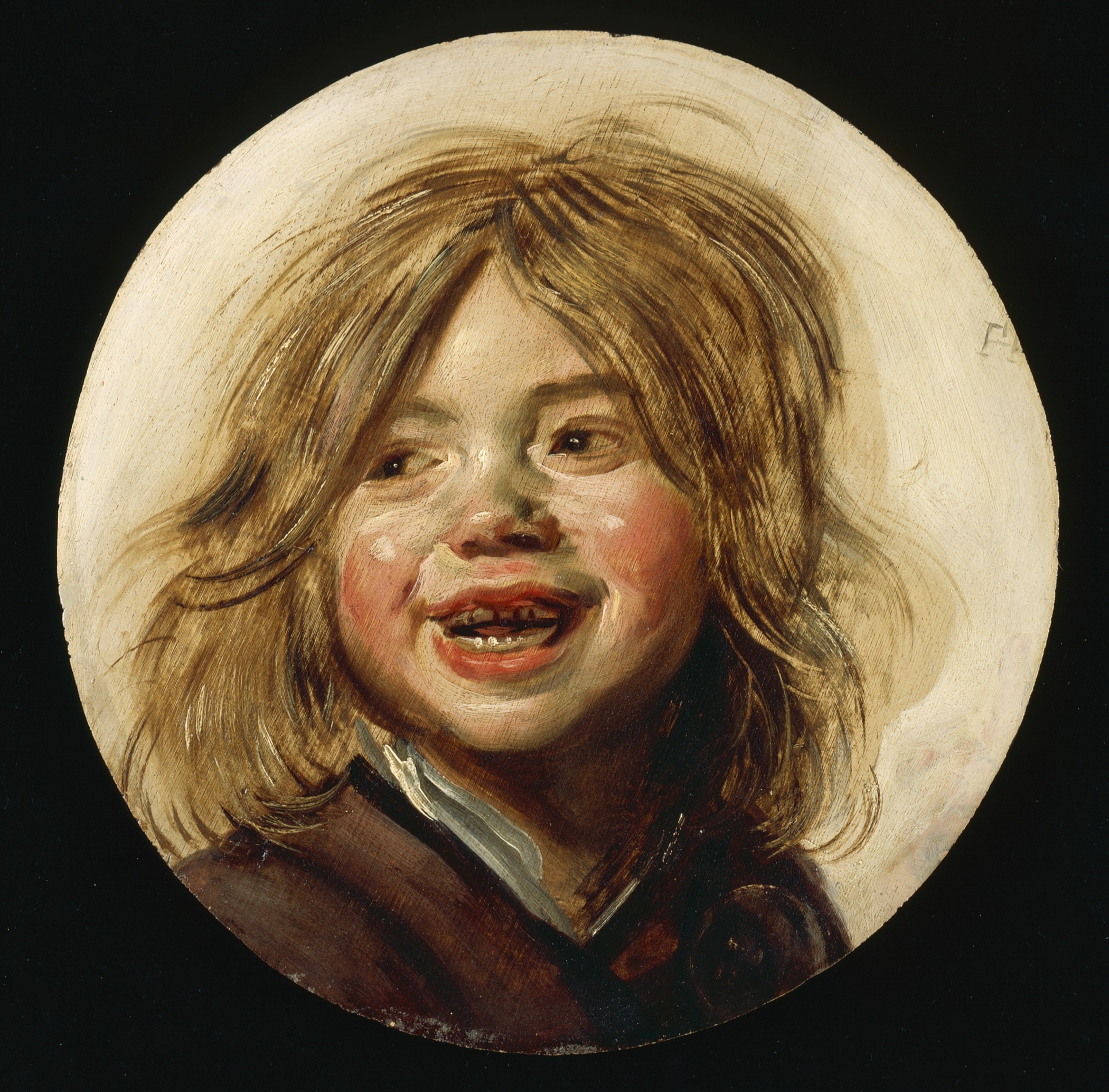
『シャボン玉のある笑う少年 (笑う子供)』、スライヴ・カタログ、28、ロサンゼルス・カウンティ美術館

ハルス研究者クラウス・グリムは、スライヴが言及した他の2点を真作とはせず、本作のみを真作と見なした。ハルスの生きた時代には、ハルスの作品は画学生により模写された。また、19世紀の終わりに印象派の潮流にいた若い画家たちは、これら小品の円形画のゆるやかな筆触と重ね塗りに感銘を受けた。 今日の絵画市場に出ている多数の本作と同系統の作品は、この時期に制作された可能性がある。

## 他の同主題円形画

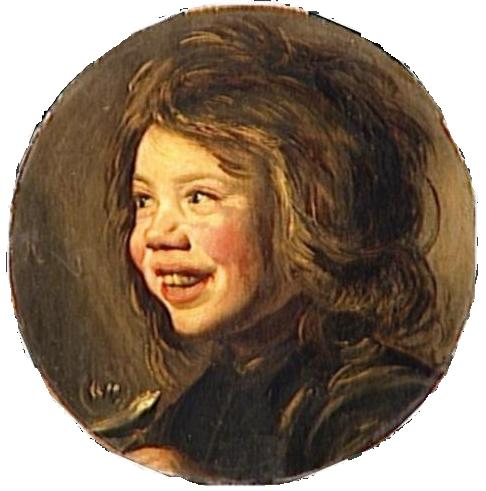
『シャボン玉のある笑う少年』、ルーヴル美術館
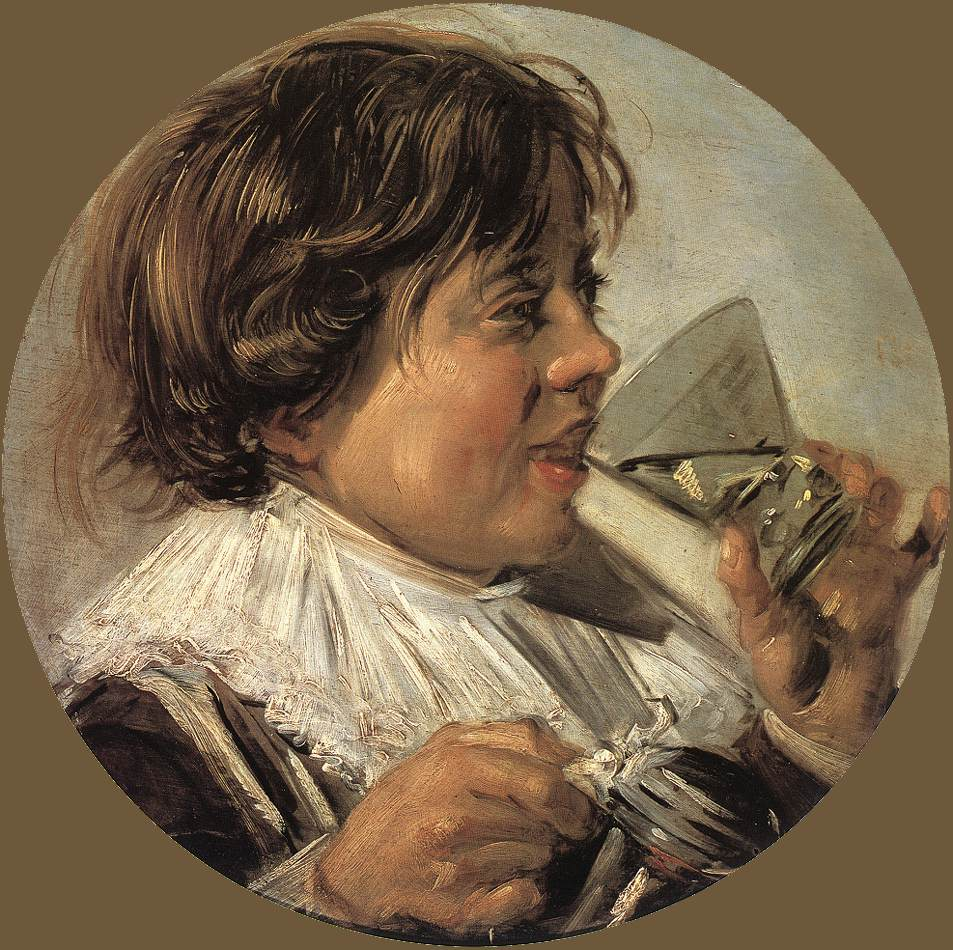
『グラスとしろめの水差しを持つ笑う少年』、シュヴェリン美術館（英語版）
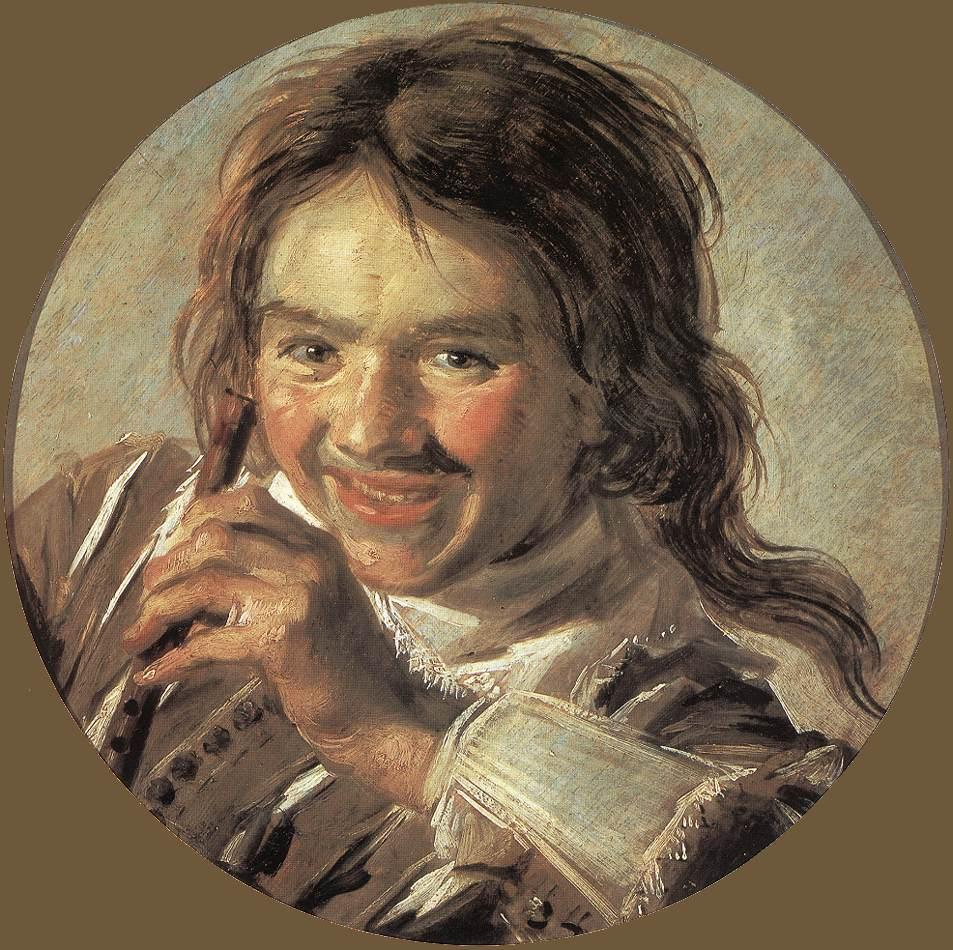
『フルートを持つ笑う少年』、シュヴェリン美術館